# Hyllus virgillus
Hyllus virgillus är en spindelart som beskrevs av Embrik Strand 1907. Hyllus virgillus ingår i släktet Hyllus och familjen hoppspindlar. Inga underarter finns listade i Catalogue of Life.